# Tipula (Acutipula) receptor
Tipula (Acutipula) receptor is een tweevleugelige uit de familie langpootmuggen (Tipulidae). De soort komt voor in het Oriëntaals gebied.